# Бусс, Владимир Викторович
Владимир Викторович Бусс (17 июля 1978) — российский футболист, нападающий; теннисный тренер.

## Биография
Воспитанник тольяттинской СДЮШОР-4. В 1995 году в составе второй команды тольяттинской «Лады» провёл 22 игры, забил три мяча в первенстве третьей лиги. В 1996 году сыграл пять матчей за главную команду в высшей лиге (ещё один матч был аннулирован), забил один мяч — в ворота «Торпедо» (1:3). В 1997 году сыграл 18 матчей в первой лиге за «Ладу-Тольятти-ВАЗ»; во всех 23 играх выходил на замену или был заменён.
С 1997 года — на тренерской работе. В 2002 году окончил Тольяттинский государственный университет, педагог по физической культуре и спорту С сентября 2006 работает в теннисной СДЮСШОР № 6. В 2011 году был признан лучшим теннисным тренером Самарской области, а его ученица Татьяна Николаева — лучшим теннисистом (совместно с Дарьей Касаткиной)..